# Hohenseeden
Hohenseeden ist ein Ortsteil der Einheitsgemeinde Elbe-Parey im Landkreis Jerichower Land in Sachsen-Anhalt.

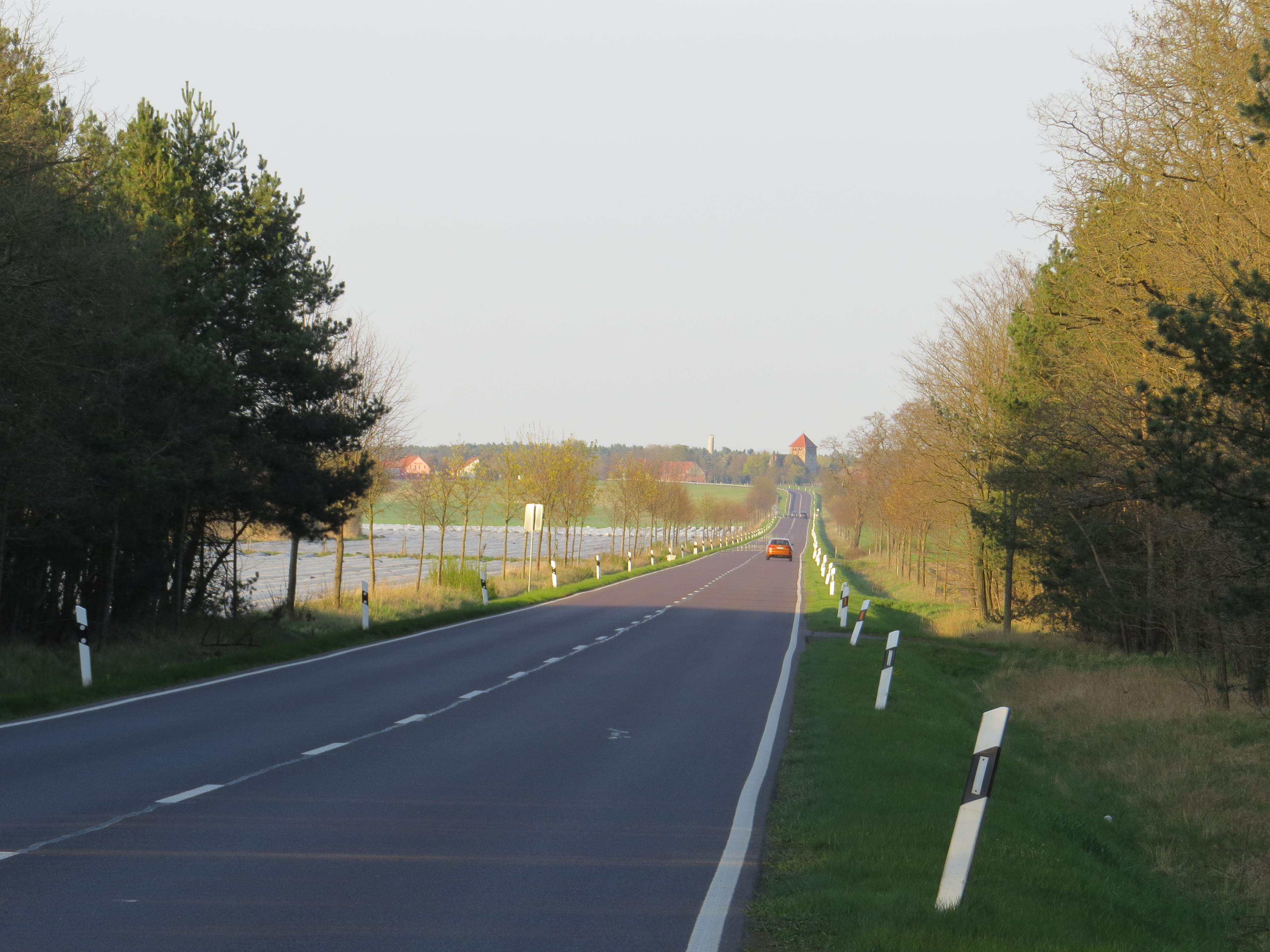
Hohenseeden von Südwesten

## Geographie

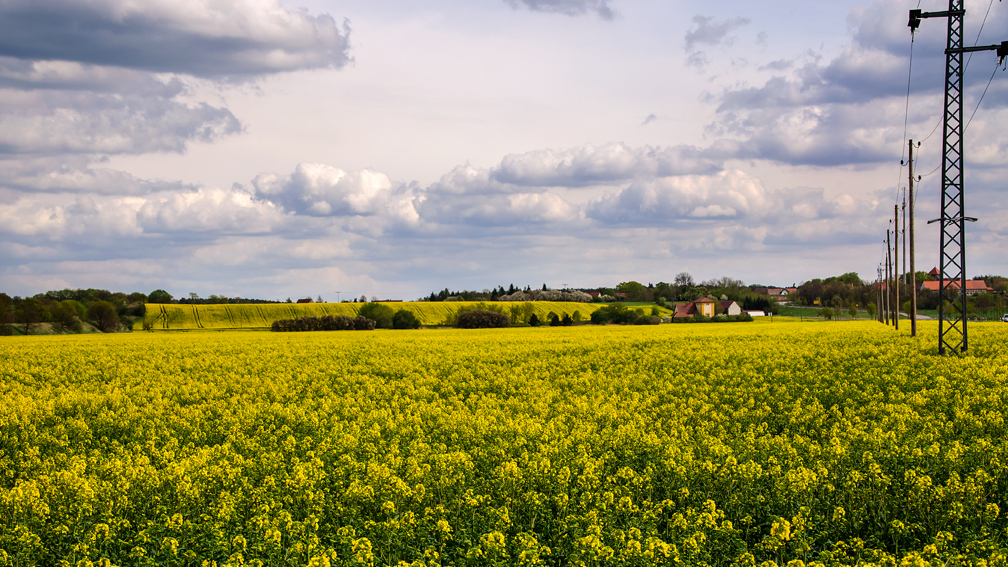
Hohenseeden von Nordwest

Hohenseeden liegt verkehrsgünstig an der Bundesstraße 1 zwischen den Städten Burg und Genthin sowie an der Landesstraße 54, auf der die Nachbarorte Güsen und Gladau zu erreichen sind. Der Südosten der Gemarkung liegt auf einem Ausläufer des Flämings, nach Nordwesten hin erstreckt sich das Urstromtal der Elbe. Die Ortslage, eingebettet in Wälder und landwirtschaftliche Flächen, umfasst eine Fläche von etwa 40 Hektar. Das Umland fällt von Ost nach West von 60 bis 38 m über dem Meeresspiegel ab.

## Geschichte
Die erste urkundliche Erwähnung erfuhr Hohenseeden durch eine Urkunde vom 28. September 992, in der Papst Lucius II. dem Magdeburger Kloster Berge unter anderem auch die Besitzrechte für den Ort „Sadun“ bestätigte. Kaiser Otto III. hatte das Dorf am 18. August 995 dem Kloster Berge geschenkt. Zu dieser Zeit war der Ort noch eine slawische Siedlung. In einer weiteren Urkunde von 1145 wird der Ortsname mit „Sodun“ bezeichnet, aber 1307 ist erstmals von „Magnum Seeden“ die Rede. Der Zusatz Magnum = Groß gibt den Hinweis, dass zu diesem Zeitpunkt schon von einer deutschen Besiedlung auszugehen ist. Um 1200 wurde der Ursprungsbau der Hohenseedener Kirche errichtet. In einer weiteren Bestätigungsbulle des Papstes Innozenz III. von 1209 ist zu entnehmen, dass zum Dorf auch das Vorwerk Schattberge (damals „Scatberch“ genannt) gehörte.
Nachdem Hohenseeden im 15. Jahrhundert in den Besitz der in Niegripp ansässigen Familie von Treskow gelangt war, erwarb Lippolt von Arnim den Ort im Jahre 1509. 1562 wurde in Hohenseeden die Reformation eingeführt. In diesem Jahr wurden 28 Hauswirte gezählt, die alle von der Landwirtschaft lebten. 1617 erfolgte der Bau eines neuen Pfarrhauses. Im Dreißigjährigen Krieg wurden Ort und Kirche geplündert, die Dorfkirche brannte aus. Nach Kriegsende im Jahr 1648 gab es im Dorf auch kein Schulgebäude mehr, es fand kein Unterricht statt. Viele der umliegenden Äcker lagen wüst.
1818 wurde Hohenseeden im Zuge der preußischen Verwaltungsreform dem Kreis Jerichow II mit der Kreisstadt Genthin zugeordnet. Das Patronat über den Ort teilten sich zu dieser Zeit vier Adlige, Graf von der Schulenburg-Heßler, der ehemalige Regierungsrat von Armin auf Brandenstein und die ehemaligen Rittmeister von Armin auf Köckte und von Pieschel. In der seit 1825 vorhandenen Schulchronik wird berichtet, dass in diesem Jahr ein Leinweber die Kinder bis zum 8. Lebensjahr unterrichten durfte. Am 28. Juni 1835 kam es zu einem Großbrand in Hohenseeden, dem 22 Gehöfte zum Opfer fielen. Der Wiederaufbau der Häuser erfolgte jedoch so zügig, dass die Bauern noch in der Lage waren, die Getreideernte ohne große Verluste einzufahren. 1842 hatte das Dorf im Sommer unter einer großen Dürre, im Herbst unter ungewöhnlicher Kälte zu leiden. Im Winter kam es zu einer großen Hungersnot.
Im Jahr 1894 wurden in Hohenseeden 433 Einwohner gezählt, die Schule hatte 88 Schüler. Im Ersten Weltkrieg verloren 14 Hohenseedener Kriegsteilnehmer ihr Leben, im Zweiten Weltkrieg starben 77. Nach dem Zweiten Weltkrieg lebten viele Flüchtlinge aus den Ostgebieten in Hohenseeden. Für sie wurden in der Dorfkirche auch wieder katholische Messen gelesen. Mit der DDR-Gebietsreform kam Hohenseeden in den Kreis Genthin. Die Bevölkerungszahl lag 1964 bei 508.
1993 erhielt Hohenseeden im 17. Bundeswettbewerb „Unser Dorf soll schöner werden“ eine Bronzemedaille. Am 1. September 2001 erfolgte der Zusammenschluss der Gemeinde Hohenseeden mit anderen Orten aus der Verwaltungsgemeinschaft Elbe-Parey zur Einheitsgemeinde Elbe-Parey.

## Politik
Hohenseeden verfügt über einen eigenen Ortschaftsrat mit fünf Mitgliedern.
Ortsbürgermeister ist Enrico Naue (Wählergemeinschaft Hohenseeden).

### Wappen

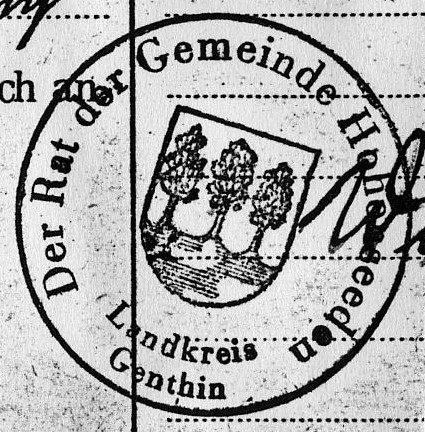
Altes Siegel der Gemeinde Hohenseeden

| Wappen von Hohenseeden | Blasonierung: „In Silber im Dreipass drei siebengliedrige, schwarz strukturierte grüne Kastanienblätter mit gegeneinander gekehrten Stielen, mittig belegt mit einer aufplatzenden Fruchtkapsel.“ |
| Wappen von Hohenseeden | Das Wappen wurde 2000 auf der Grundlage von Entwürfen aus der Gemeinde vom Kommunalheraldiker Jörg Mantzsch gestaltet und ins Genehmigungsverfahren geführt.                                      |

### Historisches Wappenbild
Die ehemalige Gemeinde Hohenseeden führte in ihrem Gemeindesiegel schon einmal ein wappenähnliches Siegelbild. Dieses wurde im Zeitraum nach dem Zweiten Weltkrieg bis ca. der Einführung der Bezirke und Kreise in der DDR (1945–1952) benutzt.
Eine weitere Quelle ist das Kreisheimatmuseum in Genthin.

## Kultur und Sehenswürdigkeiten

### Bauwerke

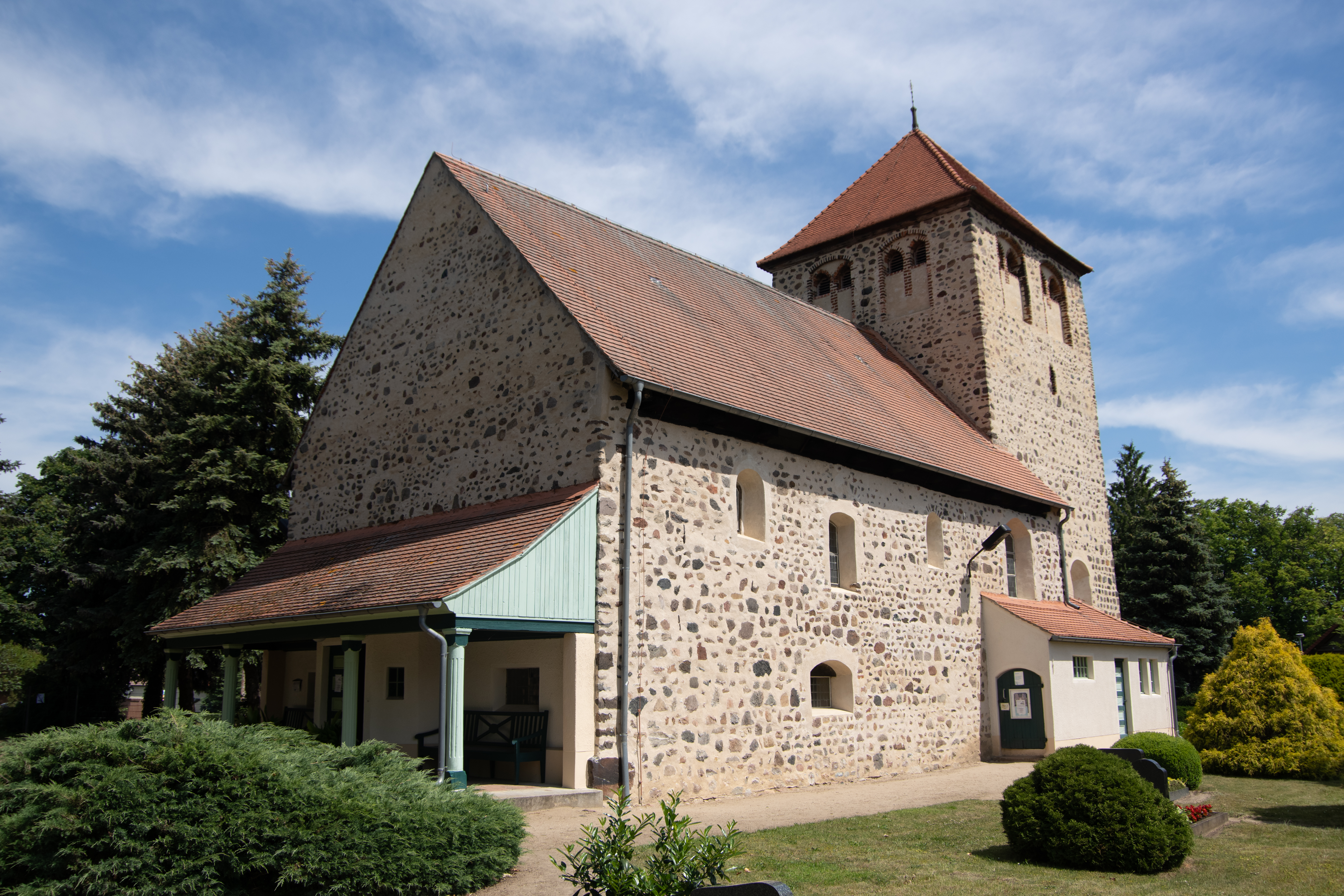
Dorfkirche Hohenseeden

- Die Dorfkirche Hohenseeden wurde vermutlich um 1200 als romanische Feldsteinkirche errichtet.
- Im Klausgartenberg, etwa 2,4 km in nördlicher Richtung des Ortes liegen auf dem östlichen Teil einer langgestreckten Sanddüne in der Niederung des Parchener Baches (zwischen dem Lehmkuhlengraben (Königsgraben) und dem Roten Brückengraben) die Reste alter slawischer Burgwälle.

### Regelmäßige Veranstaltungen
- Osterfeuer
- Spargelfest im Mai/Juni mit Höhenfeuerwerk
- Pferde-, Kleintier- und Bauernmarkt jeden zweiten Samstag im Monat (auf dem Bauernmarkt – Gelände direkt an der B1)
- Reiterfest (3 Tage lang immer im Sommer)

### Vereine
Neben der Freiwilligen Feuerwehr sind in Hohenseeden vor allem der Karnevalsverein, der Seniorenverein „Lindenblüte“ und der gemischte Chor aktiv.

## Wirtschaft und Infrastruktur

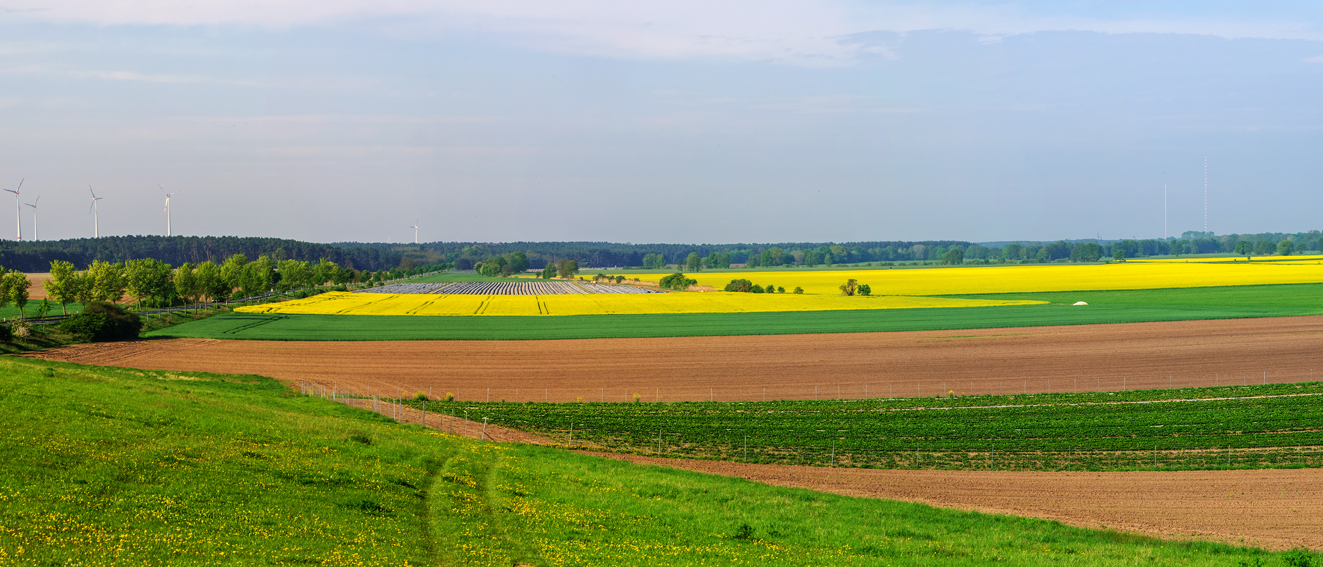
Felder von Hohenseeden

Der Ort ist vor allem durch die Landwirtschaft geprägt. Besonderes Gewicht hat hierbei der Gemüseanbau. Wichtigstes Produkt ist der Spargel, der auf 150 Hektar angebaut wird.
An der Bundesstraße besteht ein Bauernmarkt, auf dem die regionalen Erzeugnisse verkauft werden. Einmal im Monat findet dort auch ein Pferde- und Kleintiermarkt statt.
Neben einigen Handwerksbetrieben findet sich auch noch eine Gaststätte im Ort, so dass auch der Tourismus ein Wirtschaftsfaktor des Dorfes ist.